# مجمع حزب‌الله
مجمع حزب‌الله یکی از فراکسیون‌های دوره پنجم مجلس شورای اسلامی بود که از نمایندگان مخالف فراکسیون حزب‌الله تشکیل شده و ائتلافی از راست مدرن و چپ اسلامی بودند. رئیس این فراکسیون عبدالله نوری بود که بعدها جای خود را به مجید انصاری داد.

## تشکیل
پس از استقرار مجلس پنجم، جناح راست نخستین فراکسیون مجلس را با نام فراکسیون حزب‌الله تشکیل داد. پس از برگزاری شش جلسه توسط این فراکسیون، نمایندگان وابسته به کارگزاران سازندگی و جناح چپ ائتلاف کرده و مجمع حزب‌الله را به عنوان دومین فراکسیون مجلس پنجم تأسیس کردند. «متعادل کردن بافت سیاسی مجلس» و «جلوگیری از انحصار» اهداف شکل‌گیری این فراکسیون اعلام شده بود.

## اعضاء
تعداد اعضای فراکسیون ۱۰۸ نفر بود. عبدالله نوری، سید حسین مرعشی، مجید انصاری و سهیلا جلودارزاده اعضای هیئت‌رئیسه فراکسیون در بدو تأسیس بودند. محمدرضا راه‌چمنی نیز مسئول هماهنگی فراکسیون بود.

## مواضع
از مواضع مهم مجمع حزب‌الله می‌توان به حمایت از سید محمد خاتمی در انتخابات ریاست‌جمهوری، حمایت از غلامحسین کرباسچی در برابر اتهامات مالی، درخواست رفع توقیف روزنامهٔ زن، حمایت از سید عطاءالله مهاجرانی در جریان استیضاح وی، آبستراکسیون جهت مخالفت با طرح تشکیل سازمان حفاظت اطلاعاتِ وزارت اطلاعات و درخواست از شورای نگهبان برای تأیید نتایج انتخابات مجلس ششم در حوزه انتخابیه تهران، ری، شمیرانات و اسلامشهر و دیگر حوزه‌ها اشاره کرد.

### انتخابات ریاست‌جمهوری ۱۳۷۶
مجمع حزب‌الله در نخستین بیانیه رسمی خود که در شهریور ۱۳۷۵ منتشر شد، به حمایت از دوران‌های نخست‌وزیری میرحسین موسوی و ریاست جمهوری اکبر هاشمی رفسنجانی پرداخت. اعضای فراکسیون در آستانهٔ انتخابات ریاست‌جمهوری ۱۳۷۶ به دنبال بازکردن راهی برای تداوم ریاست جمهوری هاشمی رفسنجانی بودند. در همین راستا، علیرضا محجوب، دبیرکل خانه کارگر و عضو مجمع حزب‌الله، پیشنهاد برگزاری همه‌پرسی و نیز ارائه طرحی برای بازنگری در قانون اساسی را مطرح کرد. مخالفت جدی اعضای فراکسیون حزب‌الله با این پیشنهادها و معرفی زودهنگام علی‌اکبر ناطق نوری، رئیس مجلس، در ۱۶ آبان به عنوان نامزد رسمی جامعه روحانیت مبارز در انتخابات پیش‌رو، موجب شد که مجمع حزب‌الله از بازنگری در قانون اساسی منصرف شده و به سراغ گزینه‌های دیگر از جمله میرحسین موسوی برود. محمد محمدی ری‌شهری دیگر گزینهٔ حاضر در رقابت‌ها، روز ۹ دی به جلسهٔ مجمع حزب‌الله رفته و برنامه‌های خود را تشریح کرد. سه روز بعد، نامه حمایت ۱۹۰ نفر از نمایندگان مجلس از نامزدی ناطق نوری منتشر شد که نام برخی از نمایندگان جناح چپ نیز در بین آنها بود. مطرح شدن احتمال نامزدی سید محمد خاتمی در ۹ بهمن، با استقبال نمایندگان جناح چپ روبرو شد و حمایت رسمی مجمع حزب‌الله از خاتمی در ۱۱ بهمن اعلام شد.
پیروزی خاتمی در انتخابات ریاست‌جمهوری ۲ خرداد ۱۳۷۶، موجب شد که چند روز بعد، نمایندگان جناح چپ با روحیه بهتر و قوی‌تری به انتخابات هیئت‌رئیسهٔ سال دوم مجلس بروند. هرچند که تحت تأثیر جابجایی قدرت سیاسی در کشور، برخی از کرسی‌های هیئت‌رئیسه که در اختیار فراکسیون حزب‌الله بود، به نمایندگان مستقل حزب‌الله رسید اما مجمع حزب‌الله حتی یک کرسی از هیئت‌رئیسه را نیز نتوانست کسب کند. در انتخابات‌های کمیسیون‌های تخصصی مجلس نیز اکثر کرسی‌های هیئت‌رئیسهٔ کمیسیون‌ها در اختیار جناح راست باقی ماند و جابجایی خاصی در توزیع قدرت جناح‌های داخلی مجلس رخ نداد. عبدالله نوری، رئیس مجمع حزب‌الله، در شهریورماه به منظور تصدی وزارت کشور دولت هفتم، از مجلس رأی اعتماد گرفت. با خروج او از مجلس که چهره شاخص و تأثیرگذار جناح چپ بود، جناح چپ دیگر نتوانست هماهنگی و انسجام سابق را حفظ کند.

### پرونده قضایی شهرداری تهران
از اواخر مجلس چهارم، موضوع اتهامات مالی غلامحسین کرباسچی، شهردار تهران و دبیرکل حزب کارگزاران سازندگی، و تحقیق و تفحص از شهرداری تهران مطرح شد. این موضوع با بازداشت تعدادی از شهرداران مناطق شهری تهران وارد مرحلهٔ جدیدی شده بود. تعداد زیادی از نمایندگان مجلس در ۱۶ مهر ۱۳۷۶ از رئیس مجلس درخواست کردند که شهردار تهران در یک جلسه غیرعلنی به ادای توضیحات برای نمایندگان بپردازد اما ناطق نوری با این درخواست مخالفت کرد. وی پیش‌تر نیز با درخواست کرباسچی برای حضور در مجلس مخالفت کرده بود. ۲۰ مهر شایعه‌ای منتشر شد که کرباسچی به همراه علی رازینی، رئیس کل دادگستری استان تهران و مدعی‌العموم این پرونده، دو روز دیگر به مجلس خواهند آمد اما چنین نشد و گفته شد که محمد یزدی، رئیس قوه قضائیه، با حضور رازینی در مجلس مخالفت کرده‌است. هیئت‌رئیسه و جناح اکثریت مجلس نیز برای تشکیل جلسه مذکور همکاری نکرد و تنها به نمایندگان عضو مجمع حزب‌الله پیشنهاد داد که جلسه‌ای درون‌گروهی با کرباسچی برگزار کنند.
اعضای مجمع حزب‌الله معتقد بودند که پروندهٔ قضایی کرباسچی، یک تسویه‌حساب سیاسی است زیرا که کرباسچی با حضور فعال در انتخابات مجلس پنجم و انتخابات ریاست‌جمهوری، موجب کاهش قدرت جناح راست شده‌است. سرانجام جلسهٔ مجمع حزب‌الله با تعدادی از شهرداران که به تازگی آزاد شده و گفته می‌شد که در دوران بازداشت، تحت شکنجه قرار گرفته بودند، برگزار شد و این شهرداران، آزار و اذیت خود توسط ضابطان دادگستری را بازگو کردند. موضوع شکنجه شهرداران به نطق‌های پیش از دستور نمایندگان مجلس کشیده شد و نمایندگان جناح چپ خواستار رسیدگی به موضوع رفتار با شهرداران شدند. ۱۶۰ نماینده در بیانیه‌ای که ۲۶ اسفند ۱۳۷۶ منتشر شد، اظهارات مدیران شهرداری تهران را تکان‌دهنده خواندند. با وجود این که مجید انصاری، رئیس مجمع حزب‌الله، از نمایندگان حاضر در آن جلسه خواسته بود که جزئیات جلسه را به بیرون منتقل نکنند اما برخی جزئیات جلسه به بیرون درز کرد. به دنبال انعکاس وسیع اخبار جلسهٔ مجمع حزب‌الله، محمدرضا نقدی رئیس سازمان حفاظت اطلاعات نیروی انتظامی که مسئولیت اصلی بازداشت شهرداران را برعهده داشت، از سوی نمایندگان جناح راست به جلسه‌ای خصوصی در کمیسیون امور داخلی و شوراها دعوت شد تا به مسائل مطرح‌شده پاسخ بدهد. در این جلسه، بین نقدی و فائزه هاشمی رفسنجانی، از اعضای مجمع حزب‌الله، درگیری لفظی پیش آمد.